# Frank Beaurepaire

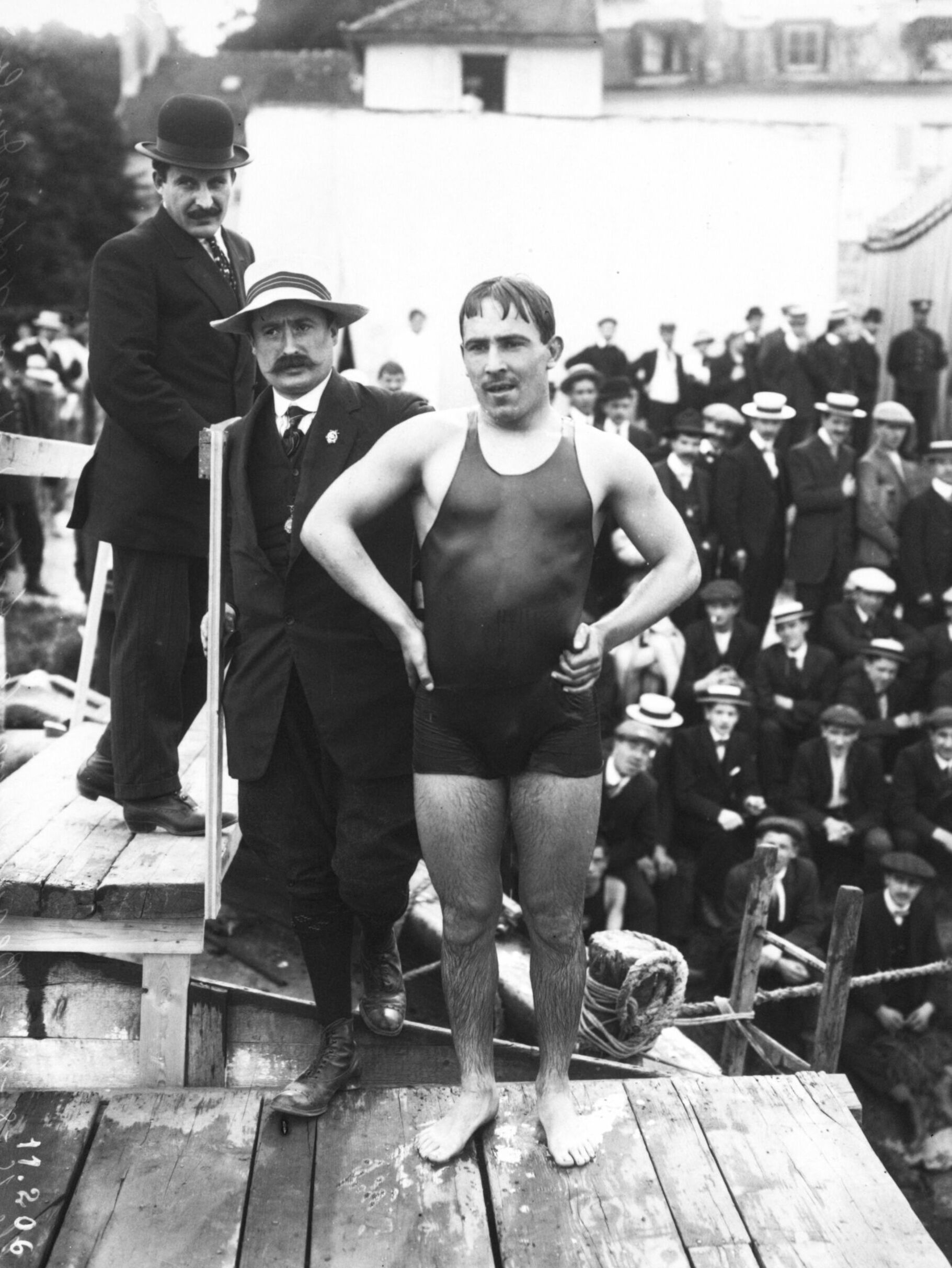
Frank Beaurepaire en 1910 después de su victoria en los 500 m

Francis Joseph Edmund De Beaurepaire, conocido con el nombre de Frank Beaurepaire, (Melbourne, entonces Reino Unido de Gran Bretaña e Irlanda 1891-íd., Australia 1956) fue un nadador y político australiano.

## Biografía
Nació el 13 de mayo de 1891 en la ciudad de Melbourne, ciudad situada en Australia, un territorio que en aquellos momentos formaba parte del Reino Unido de Gran Bretaña e Irlanda. Fue hermano de la saltadora y nadadora Lily Beaurepaire.
En 1942 fue nombrado caballero del Imperio Británico.
Murió el 29 de mayo de 1956 en su residencia de Melbourne a consecuencia de un ataque al corazón.

## Carrera deportiva
Participó, a los 16 años, en los Juegos Olímpicos de Londres 1908 realizados en Londres (Reino Unido), donde en representación de Australasia, consiguió ganar la medalla de plata en los 400 metros libres y la medalla de bronce en los 1500 metros libres, además de finalizar cuarto en los relevos 4 × 200 m libres y caer en semifinales en los 100 metros libres. En estos tiempos estableció una fuerte rivalidad deportiva con el británico Henry Taylor, con el que realizó varias giras alrededor del continente europeo. Ausente de los Juegos Olímpicos de 1912 por un retiro momentáneo, participó en los Juegos Olímpicos de 1920 realizados en Amberes (Bélgica), ya Sotres representación australiana, donde consiguió ganar la medalla de plata en los relevos 4x200 metros libres y la medalla de bronce en los 1.500 metros libres, además de participar en la final de los 400 metros libres, donde no pudo finalizar la prueba. En los Juegos Olímpicos de París 1924 volvió a conseguir el mismo botín que en los anteriores juegos, la medalla de plata en los relevos 4 × 200 m libres y la medalla de bronce en los 1500 metros libres.
Retirado de los deportes activos, participó en los Juegos Olímpicos de Los Ángeles 1932 realizados en Los Ángeles (Estados Unidos) como juez de natación.

## Carrera política
En 1940 fue elegido alcalde de la ciudad de Melbourne, un cargo que desarrolló hasta 1942. En 1948 fue elegido como miembro de la delegación de la ciudad de Melbourne que presentó su candidatura a la realización de los Juegos Olímpicos de 1956, que finalmente consiguió realizar.